# Rik Van Nutter
Rik Van Nutter, född 1 maj 1929 i Los Angeles i Kalifornien, död 15 oktober 2005 i West Palm Beach i Florida, var en amerikansk skådespelare.
Hans mest kända filmroll är som CIA-agenten Felix Leiter i James Bond-filmen Åskbollen från 1965.
I övrigt är han mest känd som äkta make till den svenska skådespelerskan Anita Ekberg. De gifte sig 1963 och skilde sig 1975.

## Filmografi (urval)
- 1965 – Åskbollen